# Pir Muhammad
Pir Muhammad ibn Jahangir (ca. 1374 – 22 de febrero de 1407) fue un príncipe timúrida que brevemente fue rey del Imperio timurida después de la muerte de su abuelo Timur el Cojo. Era hijo de Jahangir Mirza I que era el sucesor al trono pero que murió antes que su padre. El siguiente en la línea sucesoria era Umar Shaikh Mirza I, pero también falleció. Esto dejaba a Shahrukh Mirza, a quien Timur consideraba demasiado débil para gobernar, y a Miran Shah, que sufría de dificultades mentales por un traumatismo craneal. Timur consideró que ninguno de sus hijos eran capaces de gobernar por lo que nombró a su nieto Pir Muhammad como sucesor.
Pir Muhammad había sido gobernador de Kandahar desde 1392. Su territorio se extendía desde las tierras al oeste del Hindu Kush hasta el río Indo. En el otoño de 1397 dirigió la primera ola de ataques a la India, y fue investido con la regencia de Multan. Por desgracia para Pir Muhammad, ninguno de sus familiares lo apoyó después de la muerte de Timur y fue incapaz de asumir el mando en Samarcanda. Fue a la batalla en dos ocasiones contra Khalil Sultan, primo suyo y pretendiente al trono, pero fue derrotado. Se le permitió permanecer en sus tierras. Sin embargo, seis meses después fue asesinado por su visir Pir Ali Taz en 1407.
| Predecesor: Timur | Imperio timúrida 1405 - 1407 | Sucesor: Khalil Sultan y Shahrukh Mirza |